# Лос-Антигуос
Лос-Антигуос (исп. Los Antiguos) — город и муниципалитет в департаменте Лаго-Буэнос-Айрес провинции Санта-Крус (Аргентина).

## История
Название города означает «древние», и является прямым переводом на испанский названия этих мест с языка индейцев-теуэльче, которые называли эти места потому, что они были обитаемы с древних времён. Первый постоянный житель неиндейского происхождения в этих местах зафиксирован в аргентинских документах в 1906 году. Затем сюда прибывали и другие переселенцы, и в 1921 году была образована «Колония-Микста», позднее переименованная в «Лос-Антигуос». В 1970 году был образован муниципалитет.
Серьёзный удар местной экономике нанесло случившееся в 1991 году извержение чилийского вулкана Серро-Хадсон, после которого поля, сады и леса оказались покрыты толстым слоем вулканического пепла, что привело к массовому падежу скота.